# Frangistan
Frangistan ou Frankestan (en persan : فرنگستان) était un terme utilisé par les musulmans, en particulier les Perses, au cours du Moyen Âge puis dans les périodes historiques ultérieures pour se référer à l'Europe occidentale ou latine.

## Étymologie
Frangistan signifie littéralement « pays des Francs », venant de Farang qui est la forme persanisée de « Franc » ainsi que du suffixe -stan provenant de la langue persane. 

## Histoire
Pendant les croisades, les musulmans du Moyen-Orient sont venus à appeler toute la chrétienté sous le nom de « Francs », qui est à l'origine le nom des habitants du plus grand des royaumes chrétiens d'Europe, le royaume des Francs, qui a donné son nom au royaume de France (alors que sa partie orientale est devenu le Saint-Empire romain germanique).
Comme les Francs constituaient une partie importante des forces de la première croisade, et que l'ancien français était devenu l'une des langues dominantes dans les États croisés du XIIe siècle (notamment dans la principauté d'Antioche), le terme « Franc » utilisé dans le Levant pouvait signifier tout chrétien de l'Europe occidentale (qu'il soit d'origine franque, saxonne, flamande, etc.). Le Frangistan n'est pas une zone clairement définie et peut être renvoyé à un pays perçu comme chrétien par les musulmans contemporains.
De la même manière, les chrétiens grecs étaient appelés « Roumis », nom issu du terme Roum (dérivé de « Rome », c'est-à-dire l'Empire byzantin). Inversement, les chrétiens appelaient généralement les musulmans « Sarrasins » ou « Maures », tous deux des noms de tribu qui étaient respectivement les plus présentes en Arabie et en Mauritanie.
Le terme Frangistan était encore d'usage au temps de l'Empire ottoman, dans des sources remontant jusqu'au XVIIe siècle. Toutefois, en Perse il est resté en usage jusqu'à la fin de la dynastie Kadjar (au début du XXe siècle) comme observé dans diverses correspondances et documents administratifs de l'époque pour se référer à des pays européens. 

## Usage actuel
D'autres dérivés de ce mot : tels que Farang (en Indochine), farangi (adjectif) comme dans toilettes farangi (toilettes européennes, par opposition aux toilettes à la turque plus répandues en Iran), et les mots composés comme Farangi Ma'āb (littéralement de style français), sont utilisés de façon moins courante en persan moderne, mais sans aucune connotation négative. En hindi dans l'Inde actuelle, tous les Européens sont en général encore appelés sous le nom de Firang.